# Platydoras hancockii
Platydoras hancockii (Платидорас Хенкока) — вид риб з роду Platydoras родини Бронякові ряду сомоподібні. Інша назва «сомик, що бурмотить». Отримав назву на честь британського натураліста та біолога Олбані Хенкока.

## Опис
Загальна довжина сягає 15 см. Самець стрункіший за самицю. Голова широка, сплощена зверху, на кінці округла. Рот широкий, розташовано у нижній частині голови. Є 3 пари вусів. Тулуб трохи подовжене, з 24—28 твердими кістковими пластинками з гострими шипиками. Спинний плавець складається з 1 жорстким та 6 м'яких променів, перший промінь зігнутий та з обох боків є поздовжній жолобок. Жировий плавець маленький. Грудні плавці у самців більші ніж у самиць. Анальний плавець складається з 11—13 м'яких променів.
Забарвлення світле бежево-коричневе з коричнево-чорними плямами фіолетового відливу. З боків голови проходять 2 темно-коричневі смуги: одна — від морди до низу ока; друга — від ока до краю зябрової кришки. З боків тулуба проходять повздовжня смуга сріблястого кольору. Черево жовтувато-біле зі світло-коричневими плямами, особливо у самця. На вусах чергуються світло- та темно-коричневі кільця. Плавці зі світло-коричневими крапочками. зустрічаються також альбіноси.

## Спосіб життя
Є демерсальною рибою. Зустрічається у сильно прісноводних прибережних болотах, замулених лісових озерах та притоках річок. Тримається біля дна, часто заривається до ґрунту так, що помітно лише верхню частину голови з очима. Утворює косяки — до 200 особин. При хвилюванні видає бурмотіння ти шипіння. Доволі життєстійка: у разі посухи «переповзає» до нової водойми. Вдень ховається у гротах, печерах, серед заростей рослин та під корчами. Активна в присмерку та вночі. Живиться водоростями, детритом.
Статева зрілість настає у 2 роки. Самиця відкладає ікру біля поверхні води до гнізда з рослин та бульбашок. Самець охороняє ікру.

## Розповсюдження
Мешкає у басейнах річок Оріноко, Ріу-Неґру, Ессекібо та Демерара — в межах Венесуели, Гаяни, східної Бразилії, Колумбії, Перу, Болівії.